# موتو ديكست (موبايل)
موتو ديكست (بالإنجليزية: Motodext)‏ هو هاتف ذكي من موتورولا.

## الخصائص
- الكاميرا الخلفية: 5 ميجابكسل
- الذاكرة: 256 ميجابايت